# لوئی یازدهم
لوئی یازدهم (۳ ژوئیه ۱۴۲۳ – ۳۰ اوت ۱۴۸۳) ملقب به لوئی محتاط، پادشاه فرانسه بین سال‌های ۱۴۶۱ تا ۱۴۸۳ میلادی بود. او پسر شارل هفتم، پادشاه فرانسه و ماری آنژو و یکی از اعضای دودمان والوآها، نوهٔ شارل ششم، پادشاه فرانسه و ایزابلای باواریا و یکی از موفق‌ترین شاهان فرانسه از نظر متحد ساختن کشور بود. دوران حکمرانی ۲۲ سالهٔ او شاهد دسیسه‌چینی‌های سیاسی پادشاه بود که همچون عنکبوتی، تارهای توطئه و خیانت را می‌تنید و القاب او نیز نشأت‌گرفته از همین بود.
دسیسه‌چینی‌ها و علاقهٔ او به فتنه‌انگیزی سبب شد تا لوئی یازدهم دارای دشمنان بسیاری از جمله پدرش شارل هفتم، برادرش شارل والوآ، دوک دو بری، شوهرخواهرش شارل جسور، دوک بورگوندی و ادوارد چهارم، پادشاه انگلستان شود.
لوئی یازدهم به زیرکی و اغلب بدطینتی معروف است. او با مهار قدرت دوک‌ها، قدرت سلطنتی را به طرز گسترده‌ای افزایش داد.
لوئی اشراف زمیندار را از مارش‌ها یا روستاها به شهرها دعوت کرد تا با زندگی شهرنشینی آشنا شوند. او اشراف نافرمان را نیز سرکوب کرد. در زمان سلطنت او، اتاژنرو یا مجلس طبقاتی شامل نمایندگان اشراف، روحانیون و ثروتمندان شهری برگزار می‌شد.

## سال‌های اولیه و ولایت عهدی
روز ۳ ژوئیه سال ۱۴۲۳ میلادی در کاخ اسقفی بورژ زاده شد. پدرش شارل هفتم پادشاه فرانسه از دودمان والوآ و مادرش ماری آنژو بودند. روز بعد در کلیسای جامع سن-اتین توسط گیوم دو شامپو، اسقف لاو، غسل تعمید داده شد. گفته می‌شود در این مراسم به یاد لوئی قدیس، لوئی نام گرفت. در این دوران فرانسه به دلیل جنگ با انگلستان در شرایط مناسبی به سر نمی‌برد و پادشاه که کمتر از یک سال پیش بر تخت نشسته بود، تنها بر نیمه جنوبی کشور تسلط داشت. با در معرض تهدید قرار گرفتن بورژ، لوئی را برای در امان ماندن به قلعه لوش در منطقه تورن در مرکز فرانسه فرستادند. تا ده‌سالگی در این قلعه به سر برد. اطلاعاتی از سال‌های اولیه کودکی لوئی در دست نیست. آموزش رسمی او در زمینه‌های مختلف از جمله جنگاوری، از سال ۱۴۲۹ میلادی تحت نظر ژان ماژوریس، از عوامل کلیسای رن، آغاز شد. لوئی در این زندگی به دور از پدر و مادر و شاهزادگان سلطتنی، تعامل زیادی با مردم عادی و شیوه زندگی آن‌ها داشت. سال ۱۴۳۳ میلادی به قلعه آمبوآز در نزدیکی تور به نزد مادر و خواهرانش منتقل شد.
به انتخاب پدر و در یک ازدواج سیاسی، لوئی روز ۲۴ ژوئن سال ۱۴۳۶ میلادی با مارگارت اسکاتلند، دختر ۱۱ سالهٔ جیمز یکم، پادشاه اسکاتلند وصلت کرد. آن دو بعد از ظهر ۲۵ ژوئن در کلیسای کوچک قلعهٔ تور ازدواج کردند. عروسی در مقیاس استانداردهای آن زمان بسیار ساده برگزار شد و شارل هفتم که لباس خاکستری‌رنگ سوارکاری‌اش را بر تن داشت حتی به خود زحمت برداشتن مهمیزهایش را نیز نداد. مهمانان اسکاتلندی به سرعت پس از عروسی برای رفتن تحت فشار قرار گرفتند و این موضوع همراه با رفتار پادشاه سبب شد تا اسکاتلندی‌ها این را توهینی به خود بدانند. این رویداد از سوی دیگر نشانگر شرایط فقیرانهٔ دربار فرانسه در آن زمان بود که امکان برگزاری جشنی باشکوه و پر زرق و برق یا میزبانی مهمانانش برای مدتی بیشتر را نداشت.
پس از ازدواج لوئی جایگاه خود به عنوان ولیعهد را در دربار به دست آورد. تعلیمات رسمی او به پایان رسید و خانمان خود را یافت. مستمری متوسطی برایش مقرر گردید. پائیز سال ۱۴۳۶ میلادی پادشاه را در گردآوری پول از استان‌های وفادار جنوبی همکاری کرد. در این سفر شکایاتی از سو استفاده‌های مقامات سلطنتی و نابسامانی‌هایی که اشراف ایجاد کرده‌اند به گوش لوئی رسید. به او گفته شد کسانی شاه را اداره می‌کنند وعده‌های تو خالی می‌دهند. لوئی که مورد بی‌توجهی پدرش بود اما میل داشت در امور دخیل باشد، سعی در برقراری ارتباط با برخی حاکمان محلی از جمله دوک بوربون، کرد. تابستان سال ۱۴۳۷ حاکمیت فرانسه لشکرکشی کوچکی علیه انگلیسی‌ها در شمال رود سن داشت و بخشی از مسئولیت به لوئی چهارده‌ساله سپرده شد. او ماه ژوئیه حمله‌ای را به شاتو-لاندو در ۵۰ کیلومتری جنوب پاریس ترتیب داد و شهر را به سرعت تصرف کرد. این عملکرد سبب شد پادشاه پا فرا تر نهد و نقش مهم‌تری در عملیات نظامی تابستانه در محاصره و تصرف مونترو به لوئی محول کند. روز ۱۲ نوامبر سال ۱۴۳۷ لوئی و پدرش فاتحانه وارد پاریس شدند. پادشاه اواخر بهار سال ۱۴۳۹ میلادی با لوئی به پی در جنوب رفت. شورای اشراف محلی ۱۰۰ هزار لیور برای سرکوب دسته‌های غارتگر موسوم به اکورشور، تأمین کرد. شارل هنگام بازگشت به شمال، لوئی را نماینده نظامی تام‌الختیار خود جهت بازگرداندن نظم در این منطقه در برابر دسته‌های غارتگر کرد؛ البته هیچ پول و نیرویی بدین منظور در اختیار لوئی قرار نداد. لوئی پانزده ساله روز ۲۵ مه وارد تولوز شد. لوئی که می‌دانست بدون کمک کنت تقریباً مستقل فوآ کار به جایی نخواهد برد، او را به نرد خود دعوت و به‌گونه‌ای از او استقبال کرد که موجب همراه شدنش شد. لوئی توانست کمک‌های مالی دیگری از شوراها و طبقات اجتماعی محلی گردآوری کند. با این منابع دسته‌های غارتگر را «خرید» و متقاعد به خروج از منطقه کرد. سپس با میانجیگری، دست کم در ظاهر، به جنگ شخصی یک دهه‌ای بین کنت‌های آرمانیاک و کومانژ پایان داد. لوئی مدتی را نیز صرف سر وسامان دادن به سایر امور نمود.
با رسیدن خبر این موفقیت‌ها به دربار، شارل فرمان قطعی به بازگشت ولیعهد به پاریس داد. لوئی با وجود سرخوردگی، به فرمان پدر سر نهاد. با درخواستش برای سپرده شدن استان دوفینه به او مخالفت شد و حتی پول لازم برای ایجاد خانمانی درخور ولیعهد در اختیار او قرار نگرفت. لوئی متوجه کارشکنی عمدی یا غیرعمدی پادشاه علیه خود بود. از این رو شروع به توطئه‌چینی در همدستی با شارل یکم، دوک بوربون، از ثروتمندترین و قدرتمندترین حاکمان محلی، کرد تا خود را بر پادشاه مسلط کند. لوئی سال ۱۴۴۰ میلادی بخشی از شورشی چند تن از حاکمان موسوم به پراگری علیه شارل بود. به هر حال اقدام مسلحانه برای دستگیر کردن پادشاه ناکام ماند و این شورش که با اقبال عمومی همراه نبود، به شکست انجامید. با سست شدن پای شارل بوربون و تلاش او برای مصالحه، لوئی که در ابتدا سعی درگرفتن امتیازاتی از پدر داشت، با بی‌نتیجه دیدن سرکشی مجبور به تسلیم شد که مورد عفو پادشاه قرار گرفت. به هر صورت به توصیه دیگران، اداره نسبی دوفینه به لوئی سپرده شد و زمین‌های دیگری در اختیار او قرار گرفت تا درآمدش را افزایش دهد.
در ۱۴۴۴ لوئی ارتشی از ایکورشرها را علیه سوئیسی‌ها در نبرد سنت یاکوب آن در بیرس رهبری نمود و تحت تأثیر قدرت نظامی طرف مقابل قرار گرفت. او هنوز از پدرش نفرت داشت و در ۲۷ سپتامبر ۱۴۴۶ وادار به ترک دربار و رفتن به استان خودش دوفینه، جایی که باید نظم را برقرار می‌ساخت، شد. او و پدرش علی‌رغم چند نوبت احضار شدنش توسط پادشاه دیگر هرگز با یکدیگر ملاقات نکردند. لوئی در دوفینه همچون یک پادشاه حکمرانی می‌کرد و تنها عنوان پادشاه را در آنجا نداشت. او همچنین در آنجا به توطئه‌چینی‌های خود علیه پدرش ادامه داد. در ۱۴ فوریهٔ ۱۴۵۱، لوئی ۲۷ ساله که شش سال بود همسرش را از دست داده بود، بدون رضایت شارل هفتم دست به ازدواجی استراتژیک با شارلوت ساووی ۸ ساله زد.
سرانجام شارل هفتم در اوت ۱۴۵۶ ارتشی را به دوفینی فرستاد و لوئی به دوک‌نشین بورگوندی گریخت. او از فیلیپ سوم، دوک بورگوندی و پسرش شارل جسور پناه خواست و در دژ ژناپ ساکن شد. شارل هفتم از فیلیپ خواست تا او را تحویل دهد که با مخالفت او روبرو شد. شارل که از این امتناع دوک بورگوندی خشمگین شده بود به او هشدار داد که «به روباهی پناه داده‌است که مرغ‌هایش را خواهد خورد.»
در ۱۴۶۱ لوئی خبردار شد که پدرش در حال مرگ است، پس به سرعت خود را به رنس رساند تا برادرش شارل، دوک بری نتواند به‌جای او تاجگذاری کند.

## آغاز پادشاهی
لوئی در ۲۲ ژوئیهٔ ۱۴۶۱ به پادشاهی فرانسه رسید و در ۱۵ اوت تاجگذاری کرد. او علی‌رغم آنکه همچون خاری در چشم پدرش بود اما بسیاری از علاقه‌مندی‌های او را دنبال می‌کرد که شارل هفتم در آن‌ها به موفقیت‌های کمی دست یافته بود، مانند محدودسازی قدرت دوک‌ها و بارون‌های فرانسوی که اینک دغدغهٔ اصلی لوئی به عنوان پادشاه بود. او بسیاری از همدستان دسیسه‌چینش را که لوئی را دوست خود می‌پنداشتند سرکوب نمود. او همچنین از نظر مالی به شدت محتاط گردید در صورتی‌که پیشتر ولخرج و گزافگر بود. او دست به پوشیدن لباس‌هایی خشن و ساده زد و با بازرگانان و مردمان عادی همدم شد.

## دشمنی با شارل، دوک بورگوندی
فیلیپ سوم، دوک بورگوندی درصدد آغاز جنگ صلیبی بود و لوئی در ازای دریافت مناطقی شامل پیکاردی و امیان به او کمک مالی نمود. اما پسر فیلیپ، شارل، از این موضوع خشمگین گردید زیرا حس می‌کرد که او از سرزمین‌های ارثیه‌اش محروم شده‌است. او به شورشی موسوم به پیمان سعادت عمومی به رهبری برادر لوئی، شارل، پیوست. با وجودی که شورشیان در میدان نبرد موفقیت چندانی به دست نیاوردند اما لوئی برای مصلحت سیاسی مجبور به پذیرش صلحی نامطلوب شد.

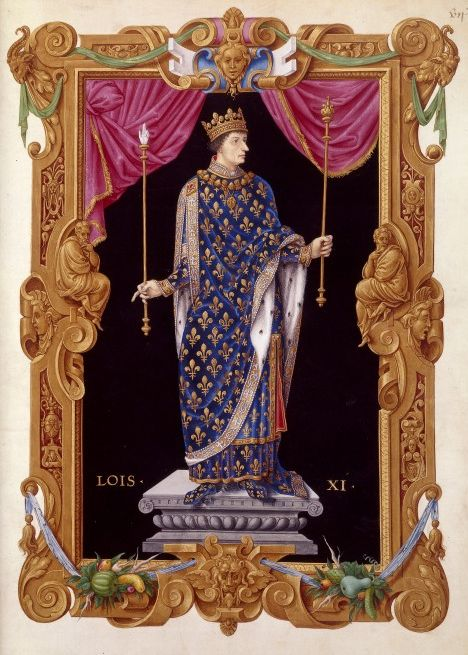
لوئی یازدهم

شارل در ۱۴۶۷ به مقام دوکی رسید و با جدیت در صدد کسب قلمرو پادشاهی‌ای مستقل برای خود و برپایی بر اساس سرزمین‌های لوتارنژی برآمد. اما او با مشکلات عدیده‌ای در رابطه با قلمروهای خود به‌ویژه با مردم لیژ روبرو بود که در نهایت نیز این مردم علیه او شوریدند. متحد آنان در این شورش لوئی یازدهم بود.
در ۱۴۶۸ لوئی و شارل در پرون با یکدیگر دیدار کردند اما در میانهٔ مذاکرات دریافتند که اهالی لیژ بار دیگر سر به شورش برداشته و فرماندار بورگوندیایی خود را کشته‌اند. شارل از این خبر خشمگین شد و فیلیپ دو کامین و دیگر مشاوران او سعی در آرام کردن دوک نمودند زیرا می‌ترسیدند که او پادشاه را بزند. لوئی مجبور شد تا تن به عهدنامه‌ای تحقیرآمیز دهد و از بسیاری از سرزمین‌هایی که به‌دست آورده بود چشم‌پوشی کند و شاهد محاصرهٔ لیژ و کشتار صدها تن از مردم آنجا باشد.
با این حال وقتی لوئی از دسترس شارل دور شد این عهدنامه را بی‌اعتبار خواند و مشغول آماده‌سازی نیروهایش شد. هدف او نابودی بورگوندی برای همیشه و پایان دادن به دشمنی‌ای بود که بیش از سه نسل از زمان قتل لوئی یکم، دوک اورلئان، در ۱۴۰۷ تا آن زمان ادامه یافته بود. جنگ در ۱۴۷۲ آغاز گردید. شارل اقدام به محاصرهٔ بووه و دیگر شهرها نمود که ثمره‌ای دربر نداشت و سرانجام مجبور شد تا تقاضای صلح نماید.
لوئی در ۱۴۶۹ نشان سن‌میشل را احتمالاً به تقلید از (یا به عنوان رقیبی) برای نشان پشم زرین که توسط پدر شارل، فیلیپ نیک بنیاد گذاشته شده بود، پایه‌گذاری کرد. همان‌طور که پیشتر ژان دوم، فرمان ازبین‌رفتهٔ ستاره را به تقلید از نشان انگلیسی بند جوراب ادوارد سوم بنا نهاده بود. در هر دو مورد پادشاهان فرانسه برای افزایش اعتبار دربار سلطنتی فرانسه، نشانی سلحشورانه را پایه‌گذاری کرده بودند.

## درگیری و معامله با انگلستان
در این زمان انگلستان خود درگیر جنگ‌هایی داخلی موسوم به جنگ گل‌ها بود. از آنجا که شارل جسور با طرفداران دودمان یورک علیه شاه هنری ششم متحد شده بود لوئی نیز به این درگیری علاقه یافت. پس از آنکه ارل وارویک که پیشتر ادوارد چهارم را برای رسیدن به پادشاهی انگلستان یاری کرده بود با او دشمن شد، لوئی او را پیش خود در فرانسه پناه داد. او سپس وارویک را تشویق نمود تا با دشمن سرسختش مارگارت آنژو متحد شده و شوهر وی هنری ششم را بار دیگر به قدرت بازگرداند. نقشهٔ لوئی موفقیت‌آمیز بود و ادوارد چهارم به تبعیدی اجباری رفت هرچند او بعدتر بازگشت و وارویک در جنگ بارنت در ۱۴۷۱ کشته شد. شاه هنری نیز کمی پس از آن به قتل رسید.
در ۱۴۷۵ ادوارد چهارم که اینک پادشاه بلامنازع انگلستان شده بود به فرانسه حمله کرد اما لوئی توانست با او وارد مذاکره شده و عهدنامه‌ای را امضا نماید که بر طبق آن نیروهای انگلیسی در ازای دریافت مبلغی هنگفت از خاک فرانسه خارج می‌شدند. آن‌ها همچنین از ادعای مالکیت خود بر سرزمین‌های فرانسوی همچون نورماندی عقب نشستند و بدین ترتیب می‌توان گفت که جنگ صدساله سرانجام به پایان رسید. لوئی سپس طی خودستایی‌ای گفت گرچه پدرش نیروهای انگلیسی را با زور ارتش بیرون راند اما او آن‌ها را با قدرت پاته، گوشت گوزن و شراب خوب بیرون کرد.

## حل و فصل مشکلات با شارل جسور
لوئی هنوز باید مراقب دوک بورگوندی می‌بود و برای این منظور او سوئیسی‌ها را که پیشتر قدرت نیروی نظامی‌شان را مورد تحسین قرار داده بود به خدمت گرفت. جنگ بین شارل و سوئیسی‌ها آغاز شد اما نتیجه‌ای فاجعه‌بار برای دوک بورگوندی داشت و شارل جسور سرانجام در نبرد نانسی در ۵ ژانویهٔ ۱۴۷۷ کشته شد. با مرگ او جنگ‌های بورگوندی نیز به پایان رسید.
لوئی موفق به نابودی دشمن قسم‌خورده‌اش شده بود و لردهای دیگری که همچنان سیستم فئودالی را ترجیح می‌دادند مجبور به تسلیم به قدرت او شدند. دیگرانی نیز که مقاومت کردند همچون ژاک دارمنیاک، دوک نمور، اعدام شدند.

## میراث لوئی یازدهم

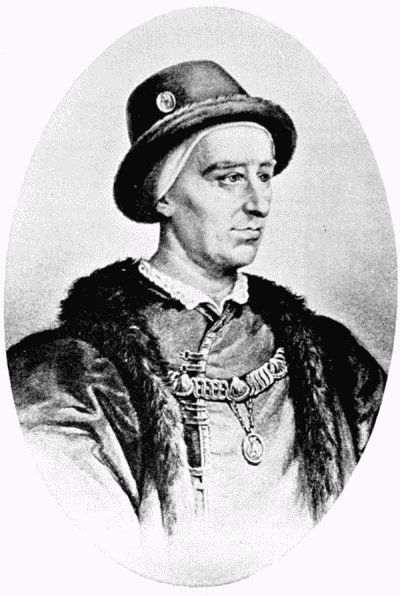
لوئی یازدهم

لوئی سپس توسعهٔ پادشاهی را آغاز نمود. او برگزاری نمایشگاه‌های تجاری، ساختمان‌سازی و تعمیر و نگهداری جاده‌ها را تشویق نمود. او را یکی از نخستین پادشاهان مدرن فرانسه می‌شناسند که کشورش را از قرون وسطی خارج ساخت.
لوئی یازدهم بسیار خرافاتی بود و طالع‌بینان و ستاره‌شناسانی را به دور خود گرد آورده بود. او در عین حال علاقه‌مند به علوم بود و یک بار محکوم به اعدامی را عفو نمود به این منظور که از او به عنوان موش آزمایشگاهی برای انجام عمل صفرا استفاده نمایند.
لوئی یازدهم با جنگ، با حیله‌گری و با دورویی محض موفق به فائق آمدن بر لردهای فئودال فرانسه شد و در زمان مرگش در شاتو دو پلسی له تور، او فرانسه را متحد ساخته و سنگ بنای سلطنتی قدرتمند را بنا نهاده بود. با این حال او مردی بود مرموز و منزوی و پس از درگذشتش تنها اندکی بر مرگ او گریستند.
لوئی علی‌رغم حیله‌گریش از سوی نیکولو ماکیاولی در کتابش «شهریار» به‌شدت مورد انتقاد قرار گرفت و کوته‌نظر خوانده شد زیرا او نیروهای پیاده‌نظام خود را به نفع مزدوران سوئیسی حذف نمود و با این کارش از توانایی و اعتبار فرانسه کاست.
لوئی یازدهم در اوت ۱۴۸۳ درگذشت و در کلیسای نوتردام دو کلری در کلری سنت آندره در نزدیکی اورلئان به خاک سپرده شد. همسرش شارلوت چند ماه پس از او درگذشت و در کنار لوئی به خاک سپرده شد. پس از لوئی پسرش شارل هشتم که در آن زمان سیزده ساله بود بر تخت نشست و دختر بزرگش آن فرانسه نایب‌السلطنهٔ او گردید.